# إل في إم 3
مركبة الإطلاق إل في إم 3 (المشار إليها سابقًا باسم مركبة إطلاق الأقمار الصناعية المتزامنة مع الأرض) هي مركبة إطلاق متوسطة الرفع ثلاثية المراحل تم تطويرها من قبل منظمة البحوث الفضائية الهندية (ISRO). تم تصميمها أساسًا لإطلاق أقمار صناعية للاتصالات في مدار ثابت بالنسبة للأرض، وكان من المقرر أيضًا إطلاق بعثات مأهولة في إطار برنامج رحلات الفضاء البشرية الهندي. صاروخ إل في إم 3 لديه قدرة حمولة أعلى من الأجيال التي سبقته.
بعد عدة تأخيرات ورحلة تجريبية شبه مدارية في 18 ديسمبر 2014، أجرت منظمة البحوث الفضائية الهندية (ISRO) بنجاح أول اختبار مداري لإطلاق LVM3 في 5 يونيو 2017 من مركز ساتيش داوان الفضائي.
بلغت تكلفة تطوير المشروع الإجمالية ₹ 2،962.78 روبية (أي ما يعادل 45 مليار دولار أو 560 مليون دولار أمريكي في عام 2023). في يونيو 2018 ، وافق مجلس الوزراء الاتحادي على ضخ ما يعادل (720 مليون دولار أمريكي في 2023) لبناء 10 صواريخ إل في إم 3 على مدى خمس سنوات.

## تاريخ

### تطوير
خططت منظمة البحوث الفضائية الهندية في البداية لعائلتين من قاذفات، مركبة إطلاق الأقمار الصناعية القطبية للإطلاق في مدار أرضي منخفض وعمليات إطلاق قطبية ومركبة إطلاق ساتلية أكبر متزامنة مع الأرض للحمولات إلى مدار النقل الثابت بالنسبة للأرض (GTO). تم إعادة تصور المركبة كقاذفة أكثر قوة مع تغير رؤية منظمة البحوث الفضائية الهندية. سمحت هذه الزيادة في الحجم بإطلاق اتصالات أثقل وأقمار صناعية متعددة الأغراض، وإرسال البشر في بعثات مأهولة والاستكشاف بين الكواكب. بدأ تطوير إل في إم 3 في أوائل العقد الأول من القرن الحادي والعشرين، مع التخطيط لإطلاقه لأول مرة في الفترة 2009-2010. أدى الإطلاق غير الناجح لـ GSLV D3، بسبب فشل المرحلة العليا المبردة، إلى تأخير برنامج تطوير إل في إم 3. فيما يتميز إل في إم 3 بأنظمة ومكونات مختلفة عن جي إس إل في.